# Domažlický vikariát
Domažlický vikariát je jedním z deseti vikariátů plzeňské diecéze na území okresu Domažlice. Je tvořen osmi farnostmi, na severu sousedí s tachovským vikariátem, na jihovýchodě s klatovským vikariátem a na východě s vikariátem Plzeň-jih. Jeho západní hranice sousedí s hornofalckým okresem Cham na území řezenské diecéze.

## Ustanovení vikariátu
- P. ThLic. Mirosław Gierga – okrskový vikář
- P. Mgr. Ivan Pavlíček – sekretář vikariátu
- P. Mgr. Karel Adamec – synodní delegát

## Historie
Ve druhé polovině 17. století, po založení biskupství v Litoměřicích a v Hradci Králové, začaly vznikat v rámci diecézí vikariáty, jejichž hranice i názvy se často měnily. K roku 1671 existovalo na území nynějšího plzeňského kraje osm vikariátů, z nichž Vikariát Horšovský Týn nesl i názvy Domažlický či Všerubský. Na jeho území bylo jedno arciděkanství, jedno děkanství, 26 farností a 18 filiálek (v závorce uvedeny filiálky): Bernartice (Staré Sedlo, Racov), Blížejov (Osvračín), Bukovec (Čečovice), děkanství Domažlice, Eisendorf, Hora Svatého Václava, Hostouň, Hradec, Chotěšov (Stod), Klenčí, Koloveč (Lštění, Srbice), Křakov (Semněvice, Mířkov), Loučim (Běhařov), Meclov (Poběžovice), Merklín (Buková), Mutěnín, Kdyně, Přimda (Dubec), Prostiboř, Staňkov (Hlohová), Stráž, Šitboř, Štítary (Mělnice), Ves Touškov (Holýšov), arciděkanství Horšovský Týn (Horšov, Třebnice), Újezd Svatého Kříže, Úboč, Všeruby.
V letech 1694–1710 byly v plzeňském kraji čtyři vikariáty. Jedním z nich byl i Vikariát domažlický (pod tímto názvem 1694–1706, v letech 1709–1710 jako Vikariát horšovotýnský), v němž došlo k několika změnám. Farnosti Stráž a Přimda se staly součástí Vikariátu tachovského, farnosti Merklín (Buková), Chotěšov, Stod a Hradec přešly do Vikariátu plzeňského a farnost Loučim náležela k Vikariátu klatovskému. Arcijáhenství Horšovský Týn mělo jen filiálku Třebnice, nově vznikla farnost Horšovský Týn s filiálkou Horšov. Na farnost povýšily dřívější filiálky Semněvice a Mělnice, nově přibyly farnosti Červené Dřevo a Pivoň.
Po založení biskupství v Českých Budějovicích se jeho součástí stal i Domažlický vikariát, který byl v polovině 19. století, vedle Horšovotýnského vikariátu, součástí Arcipresbyteriátu Klatovského. Součástí budějovické diecéze byl až do roku 1993, kdy byl celý vikariát postoupen nově založené plzeňské diecézi.

## Farnosti a kostely vikariátu
| Farnost              | Správce                                            | Další duchovní ve farnosti                                                                         | Farní kostel                   | Další kostely |
| -------------------- | -------------------------------------------------- | -------------------------------------------------------------------------------------------------- | ------------------------------ | --- |
| Domažlice            | P. ThLic. Mirosław Gierga farář                    | P. Mgr. František Kaplánek Mons. Emil Soukup výpomocní duchovní Ing. Petr Jankovec synodní delegát | Kostel Narození Panny Marie    | - Kostel svatého Martina (Blížejov) - Kostel Nanebevzetí Panny Marie (Domažlice) - Kostel svatého Vavřince (Domažlice) - Kostel Zvěstování Panně Marii (Domažlice) - Kostel svatého Antonína Paduánského (Horní Folmava) - Kostel svatého Vojtěcha (Milavče) - Kostel svaté Kunhuty (Stanětice) - Kostel svatého Jiljí (Třebnice) |
| Horšovský Týn        | o. Mgr. Marek Badida administrátor                 | Mgr. Stanislava Badidová pastorační asistentka a synodní delegátka                                 | Kostel svatého Petra a Pavla   | - Kostel Panny Marie Sedmibolestné (Bělá nad Radbuzou) - Kostel svatého Michaela archanděla (Dubec) - Kostel Všech svatých (Horšov) - Kostel svaté Anny na Vršíčku (Horšovský Týn) - Kostel svatého Apolináře (Horšovský Týn) - Kostel svatého Víta, Václava a Vojtěcha (Horšovský Týn) - Kostel svatého Jakuba Staršího (Hostouň) - Kostel svatého Václava (Křakov) - Kostel svatého Jiljí (Mělnice) - Kostel svatého Víta (Mířkov) - Kostel svatého Jiří (Semněvice) - Kostel svatého Jana Křtitele (Srby) - Kostel svatého Judy Tadeáše (Štítary) - Kostel svatého Vavřince (Tasnovice) - Kostel Nalezení svatého Kříže (Újezd Svatého Kříže) - Kostel svaté Apoleny (Vidice) |
| Kdyně                | P. Mgr. Karel Adamec administrátor                 | Mons. Miroslav Kratochvíl výpomocný duchovní Oldřich Nejdl synodní delegát                         | Kostel svatého Mikuláše        | - Kostel svatého Jiří (Kout na Šumavě) - Kostel Narození Panny Marie (Loučim) - Kostel svaté Anny (Pocinovice) |
| Klenčí pod Čerchovem | P. Mgr. Ivan Pavlíček administrátor                | Štěpán Sladký synodní delegát                                                                      | Kostel svatého Martina         | - Kostel svatého Jana Nepomuckého (Nemanice) - Kostel svatého Jana Nepomuckého (Trhanov) |
| Koloveč              | P. Mgr. Wojciech Pelowski administrátor            | David Klíma synodní delegát                                                                        | Kostel Zvěstování Panny Marie  | - Kostel svatého Jana Křtitele (Lštění) - Kostel svatého Víta (Srbice) - Kostel svatého Mikuláše (Úboč) |
| Mrákov               | P. Mgr. Karel Adamec administrátor excurrendo      | Mons. Miroslav Kratochvíl výpomocný duchovní Anna Císlerová synodní delegát                        | Kostel svatého Vavřince        | - Kostel svatého Václava (Brůdek) - Kostel Dobrého Pastýře (Hyršov) - Kostel svatého Jana Křtitele (Maxov) - Kostel svaté Anny (Tannaberk) - Kostel svatého Michaela archanděla (Všeruby) |
| Poběžovice           | P. ThLic. Mirosław Gierga administrátor excurrendo | Ing. Petr Jankovec synodní delegát                                                                 | Kostel Nanebevzetí Panny Marie | - Kostel svatého Václava (Hora Svatého Václava) - Kostel svatého Michaela archanděla (Meclov) - Kostel svatého Bartoloměje (Mutěnín) - Kostel Zvěstování Panny Marie (Pivoň) - Kostel svatého Mikuláše (Šitboř) |
| Staňkov              | P. Przemyslaw Ciupak administrátor                 | Jana Vacíková synodní delegátka                                                                    | Kostel svatého Jakuba Staršího | - Kostel svatého Jiljí (Hlohová) - Kostel Narození Panny Marie (Osvračín) |

## Zaniklé farnosti
Reforma církevní správy, jejímž cílem je obnova farností v české církevní provinci, probíhala ve vikariátu v několika etapách a jedním z jejích projevů je slučování farností. V první fázi byla 14. dubna 2003 farnost Dubec sloučená s farností Bělá nad Radbuzou a farnost Pivoň s farností Poběžovice, k níž byla 17. prosince 2003 připojená i farnost Šitboř.
K největším změnám ve správě vikariátu došlo v roce 2005. Nejprve byly 5. ledna 2005 farnosti Folmava a Třebnice sloučeny s farností Domažlice. Dne 3. února 2005 proběhlo radikální zeštíhlení počtu farností, během kterého:
- Farnost Milavče se stala právním nástupcem farností Blížejov[28] a Stanětice[29]
- Farnost Horšovský Týn se stala právním nástupcem farností Bělá nad Radbuzou,[30] Újezd Svatého Kříže,[31] Mělnice,[32] Štítary,[33] Křakov,[34] Semněvice[35] a Srby[36]
- Farnost Kdyně se stala právním nástupcem farností Loučim[37] a Pocinovice[38]
- Farnost Klenčí pod Čerchovem se stala právním nástupcem farností Nemanice,[39] Trhanov[40] a Meclov[41]
- Farnost Koloveč se stala právním nástupcem farností Lštění u Domažlic[42] a Úboč[43]
- Farnost Mrákov se stala právním nástupcem farností Hyršov,[44] Svatá Anna – Tannaberg u Kdyně,[45] Maxov[46] a Všeruby u Kdyně[47]
- Farnost Poběžovice se stala právním nástupcem farností Mutěnín,[48] Hora Svatého Václava[49] a Hostouň[50]
- Farnost Staňkov se stala právním nástupcem farnosti Osvračín[51]

K posledním změnám došlo  1. ledna 2021, kdy byla farnost Milavče sloučená s farností Domažlice.